# دافيد هانكو
دافيد هانكو (مواليد 13 ديسمبر 1997) هو لاعب كرة قدم سلوفاكي يلعب في مركز المدافع أو الظهير الأيسر في نادي النصر

## روابط خارجية
- دافيد هانكو على موقع الاتحاد الدولي (مؤرشف)  (الإنجليزية)
- دافيد هانكو على موقع الاتحاد الأوربي (الإنجليزية)
- دافيد هانكو على موقع قاعدة بيانات كرة القدم.إي يو (الإنجليزية)
- دافيد هانكو على موقع ناشيونال فوتبول تيمز (الإنجليزية)
- دافيد هانكو على موقع Soccerway.com (الإنجليزية)
- دافيد هانكو على موقع عالم كرة القدم.نت (الإنجليزية)